# Mick Goodrick
Pour les articles homonymes, voir Goodricke.
Mick Goodrick, né le 9 juin 1945 à Sharon (Pennsylvanie) et mort le 16 novembre 2022, est un guitariste de jazz et professeur américain notamment reconnu pour sa collaboration à l'œuvre du vibraphoniste Gary Burton de 1973 à 1976 (où il jouait aux côtés de Pat Metheny). Depuis Pat Metheny cite Mick Goodrick dans ses influences.

## Biographie
Mick Goodrick est diplômé de Berklee College of Music, où il est professeur pendant cinq ans avant de rejoindre Gary Burton. Il commence la guitare à onze ans, et découvre en partie le jazz grâce aux camps d'été de Stan Kenton. Après avoir travaillé avec Gary Burton, il commence à enseigner au New England Conservatory et à Berklee, où il travaille toujours aujourd'hui. Ses derniers projets sont aux côtés de Greg Hopkins, Laszlo Gardony, Gary Chaffee, Jerry Bergonzi et Steve Swallow.
Tout au long de sa carrière, Mick Goodrick eût de nombreux élèves talentueux tels que Pat Metheny, Mike Stern, John Scofield, Avner Strauss, Rale Micic et Bill Frisell. Son premier livre, 'The Advancing Guitarist (Le guitariste en évolution) est une méthode pour guitaristes de tout style. Goodrick a aussi écrit un livre en trois volumes sur le voice-leading.

## Discographie

### En leader
- In Pas(s)ing (ECM, 1979)
  - Bass –  Eddie Gomez
  - Drums –  Jack DeJohnette
  - Guitar –  Mick Goodrick
  - Producer –  ** ** Manfred Eicher
  - Soprano And Baritone Saxophones, Bass Clarinet - John Surman
- Cities (RAM, 1993)** ** ** ** ** Art Direction - Giorgio Anedda

Composé par - Claudio Fasoli
- - Double Bass - Paolino Dalla Porta
  - Drums - Bill Elgart
  - Electric Guitar - Mick Goodrick
  - Tenor Saxophone [Tenor Sax], Soprano Saxophone [Soprano Sax] -  Claudio Fasoli

### Collaboration
Avec Gary Burton
- The New Quartet (ECM, 1973)
- Ring (ECM, 1974)
- Dreams So Real (ECM, 1975)

Avec Charlie Haden Liberation Music Orchestra
- Ballad Of The Fallen (ECM, 1982)
- Dream Keeper (DIW, 1990)
- The Montreal Tapes: Liberation Music Orchestra (Verve, 1989 [1999])

Avec Jerry Bergonzi
- On Again (RAM Records, 1996)
- Sunscreams (RAM Records, 1994)